# Cemitério Municipal de Braço do Norte

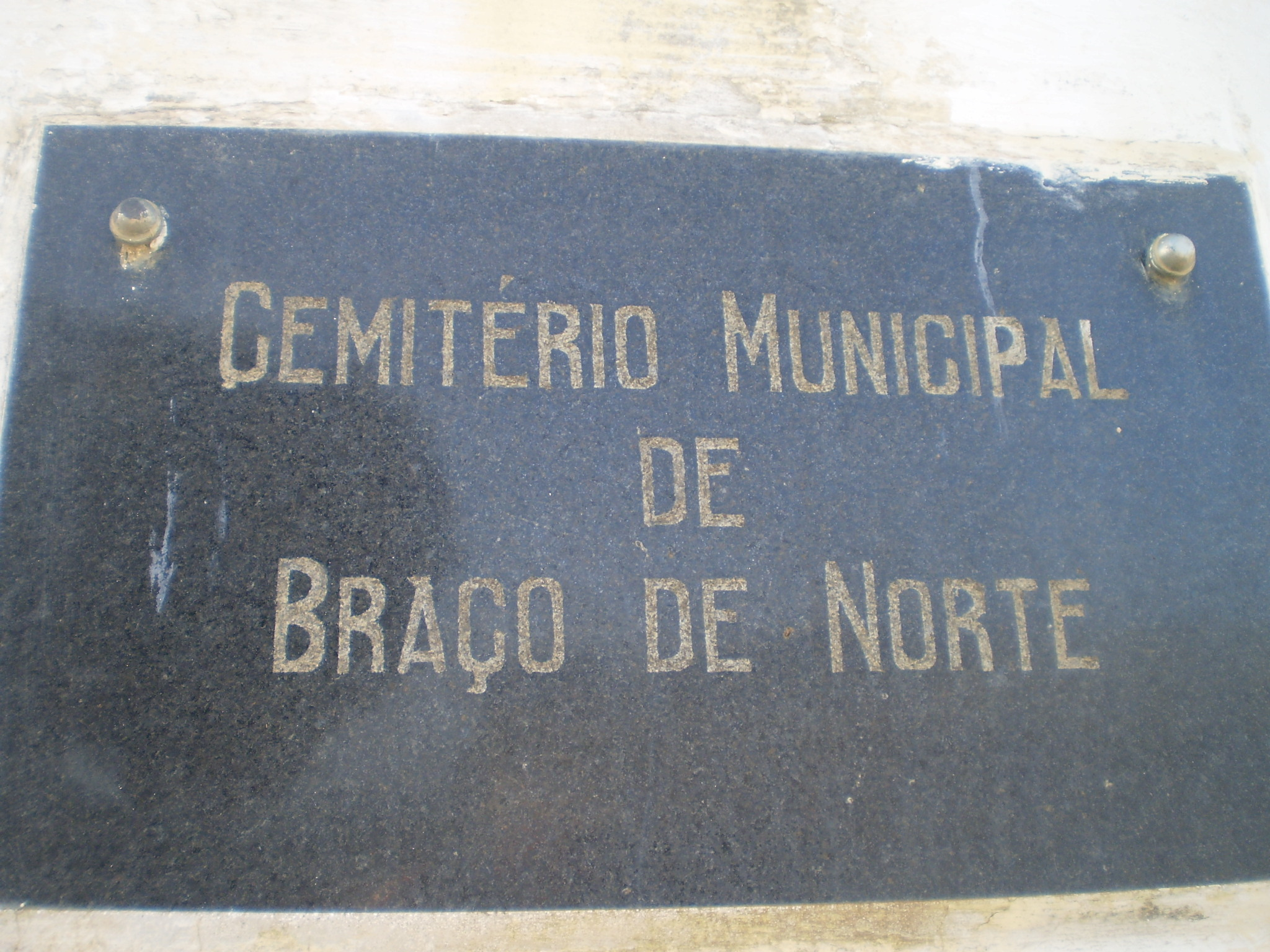
Placa no portão de acesso principal do Cemitério Municipal de Braço de (sic) Norte

O Cemitério Municipal de Braço do Norte é um cemitério localizado em Braço do Norte.

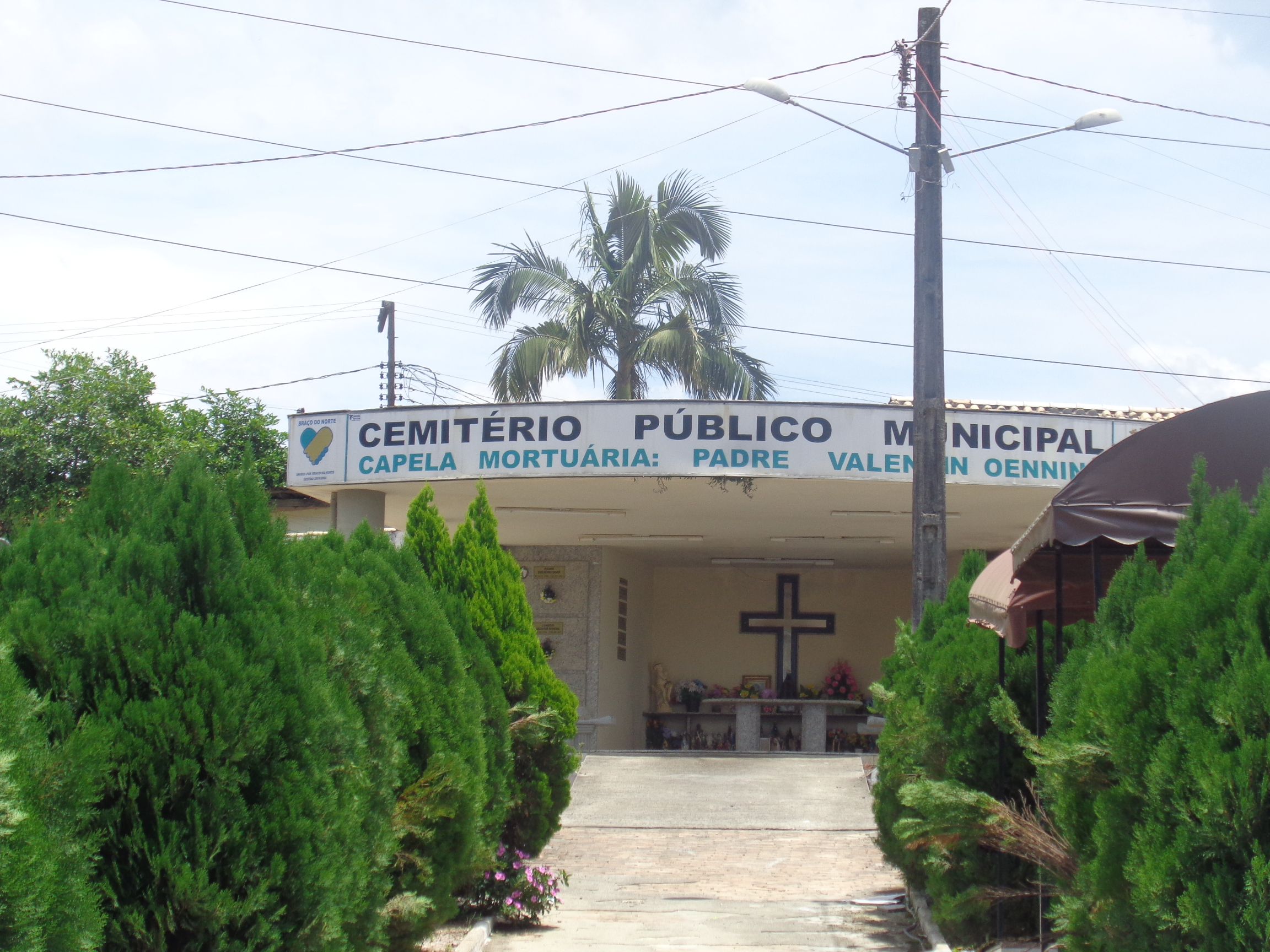
Capela Padre Valentin Oenning

Os primeiros sepultamentos ocorreram em 1951, quando foi iniciada a trasladação dos restos mortais do antigo cemitério, localizado na rua atrás da casa paroquial de Braço do Norte. Na segunda metade da década de 1970 alguns sepultamentos do Cemitério Protestante de Braço do Norte foram transferidos para o Cemitério Municipal de Braço do Norte, quando houve um plano de urbanização da região onde o então cemitério luterano estava localizado, contíguo à também demolida Igreja Protestante. Sem preocupação nem compromisso das autoridades com a preservação da história, foram demolidos a igreja luterana e seu cemitério contíguo.

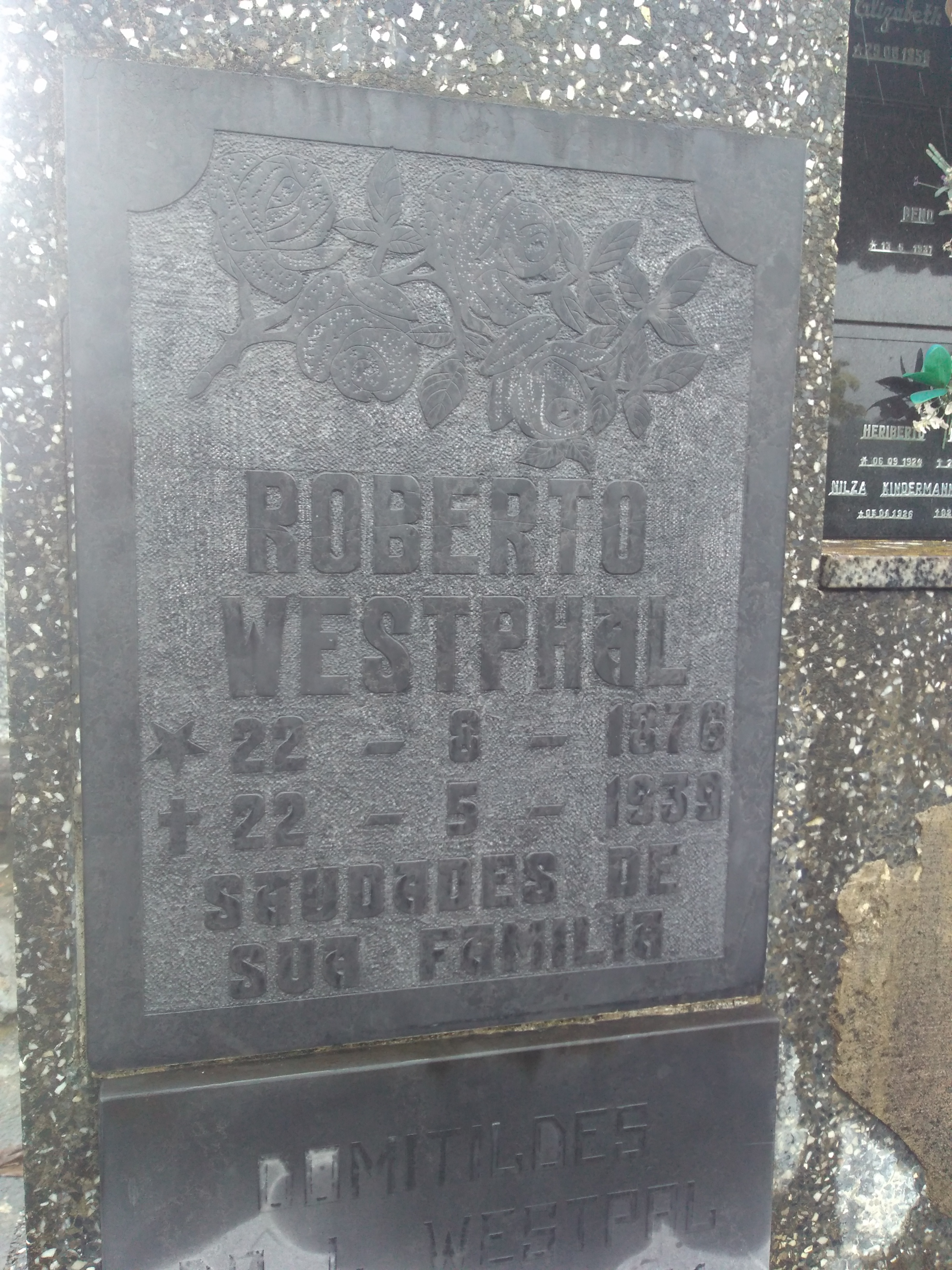
Sepultura de Roberto Westphal no cemitério Municipal de Braço do Norte. Lápide transferida do extinto Cemitério Protestante de Braço do Norte.

## Personalidades

### Políticos
| Nome                  | Nascimento e morte | Imagem |
| --------------------- | ------------------ | ------ |
| Daniel Brüning        | 1925 - 1985        |        |
| Dorvalino Locks       | 1915 - 1992        |        |
| Enerzon Xuxa Harger   | 1941 - 2011        |        |
| Fredolino Kuerten     | 1914 - 1989        |        |
| Gelson Cláudio        | 1931 - 1997        |        |
| Lady Fornazza         | 1932 - 2008        |        |
| Zeldevindemar Perraro | 1936 - 2013        |        |

### Religiosos
| Nome            | Nascimento e morte | Imagem |
| --------------- | ------------------ | ------ |
| Jacó Luiz Nebel | 1887 - 1954        |        |

### Outros
| Nome                         | Nascimento e morte | Imagem |
| ---------------------------- | ------------------ | ------ |
| Augusto Witthinrich          | 1871 - 1935        |        |
| Celso Niehues                | 1934 - 2000        |        |
| Fernando Kindermann          | 1899 - 1959        |        |
| Guilherme Daufenbach         | 1903 - 1988        |        |
| Heriberto Effting            | 1924 - 1986        |        |
| Jacó Batista Uliano          | 1873 - 1974        |        |
| Lino Lessa                   | 1907 - 1987        |        |
| Newton de Andrade Collaço    | 1920 - 1990        |        |
| Nicodemus Philippi           | 1923 - 1977        |        |
| Olga Horn de Arruda          | 1909 - 1983        |        |
| Oswaldo Westphal             | 1908 - 1971        |        |
| Ricardo Witthinrich          | 1901 - 1980        |        |
| Teodoro Bernardo Schlickmann | 1885 - 1964        |        |
| Tobias Felippe               | 1921 - 2012        |        |

## Cemitério Luterano
Na década de 1970 o cemitério luterano de Braço do Norte foi desapropriado e alguns sepultamentos trasladados para o atual Cemitério Municipal, sendo significativo dentre estes a lápide de Roberto Westphal.

## Demais sepultamentos
- Roberto Westphal (trasladado do cemitério luterano) & Domitildes Fernandez da Luz Westphal (trasladada do cemitério de Pedras Grandes)
- Eugênio Uliano (Eti) & Clotilde Locks Uliano (os pais Jacó Batista Uliano & Maria Casagrande Uliano e Bernardo Francisco Locks & Ana Becker Scharf Locks também estão sepultados neste cemitério)
- Tancredo Westphal & Eloá Cunha Westphal (Lola) (os pais Roberto Westphal (sepultado inicialmente no cemitério luterano, extinto na segunda metade da década de 1970) & Domitildes Fernandez da Luz Westphal também estão sepultados neste cemitério, Benjamin Cunha & Zoraide Búrigo Cunha estão sepultados no cemitério de Pedras Grandes)
- Vergílio Jacob Batista Uliano (Beta) & Marta Westphal Uliano (os pais Jacó Batista Uliano & Maria Casagrande Uliano e Roberto Westphal & Domitildes Fernandez da Luz Westphal também estão sepultados neste cemitério)